# راي كوربن
راي كوربن (بالإنجليزية: Ray Corbin)‏ هو لاعب كرة قاعدة أمريكي، ولد في 12 فبراير 1949 في لايف أوك في الولايات المتحدة.

## وصلات خارجية
- راي كوربن على موقع دوري كرة القاعدة الرئيسي (الإنجليزية)
- راي كوربن على موقعبيزبول رفرنس.كوم (الدوري الرئيسي) (الإنجليزية)
- راي كوربن على موقع إي إس بي إن.كوم (أم.أل.بي) (الإنجليزية)
- راي كوربن على موقع مشجعي الرسوم البيانية (الإنجليزية)